# Laifour
Laifour is een gemeente in het Franse departement Ardennes in de regio Grand Est en telt 537 inwoners (2004). De plaats maakt deel uit van het arrondissement Charleville-Mézières.

## Geografie
De oppervlakte van Laifour bedraagt 3,2 km², de bevolkingsdichtheid is 167,8 inwoners per km².
De onderstaande kaart toont de ligging van Laifour met de belangrijkste infrastructuur en aangrenzende gemeenten.

## Demografie
Onderstaande figuur toont het verloop van het inwonertal.
Vanwege een beveiligingsprobleem met de MediaWiki Graph-software is het momenteel niet mogelijk deze grafiek weer te geven. Zodra de software is bijgewerkt zal de grafiek vanzelf weer zichtbaar worden.

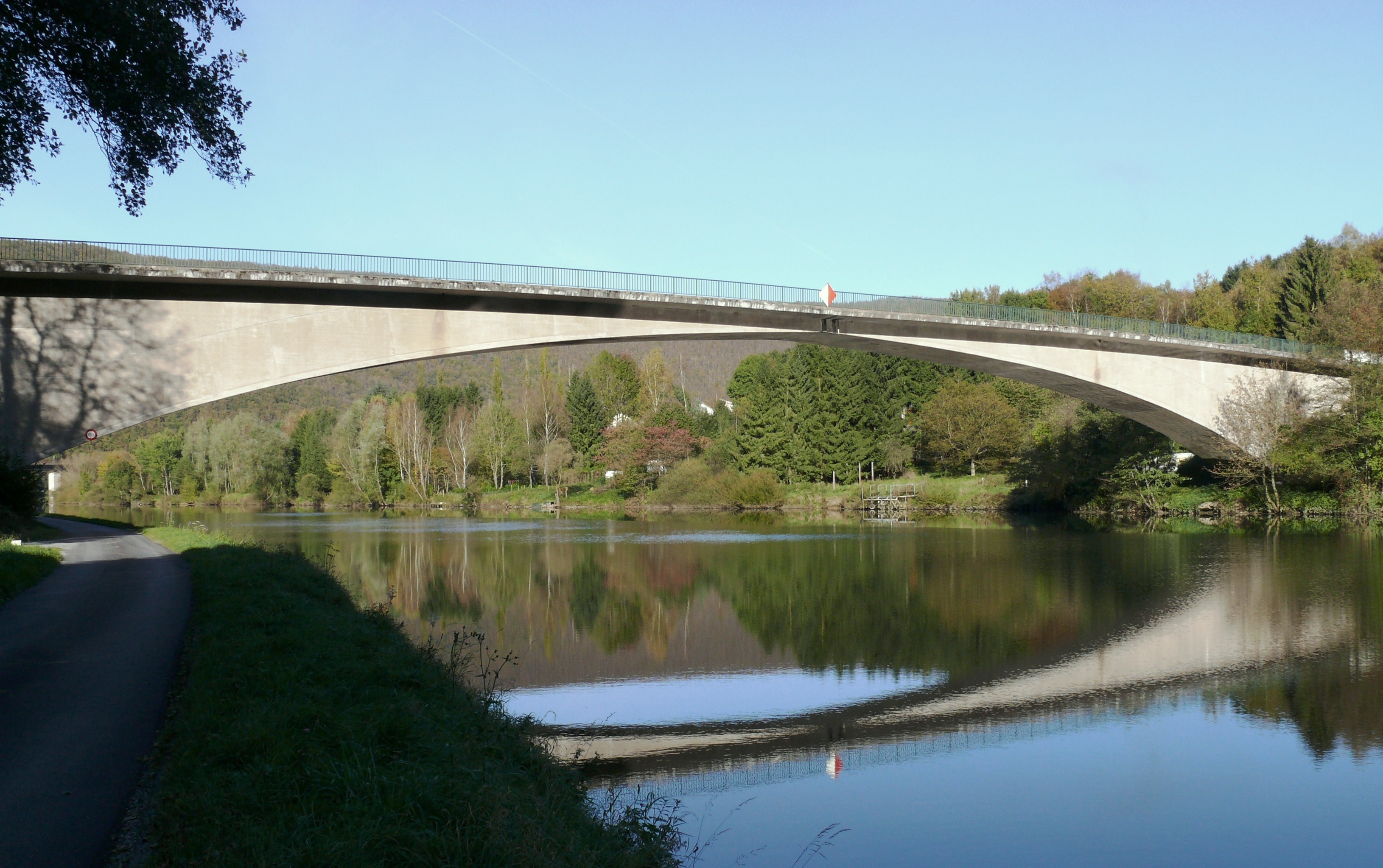
De brug over de Maas
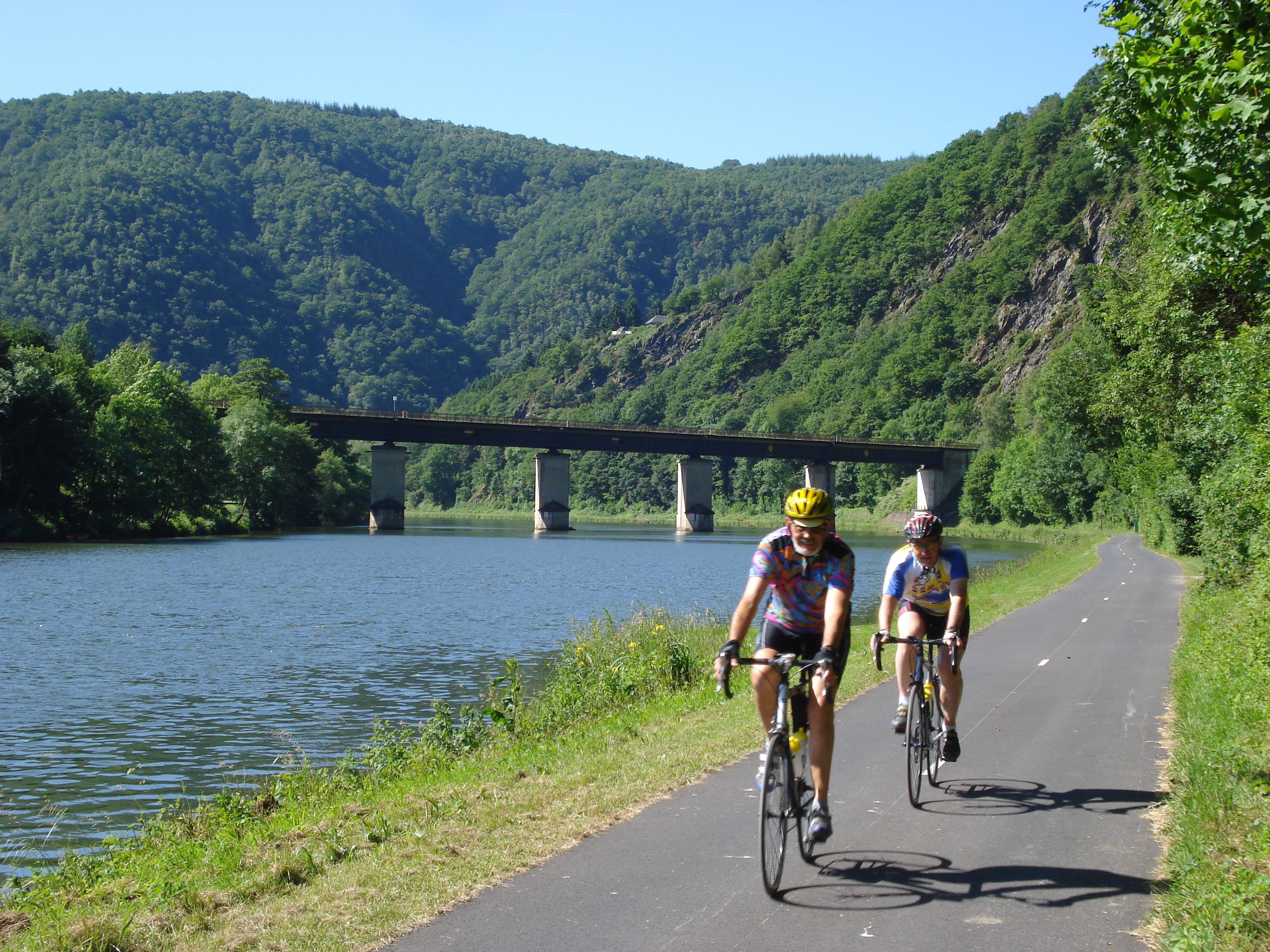
De Transardennaise (fietsroute)
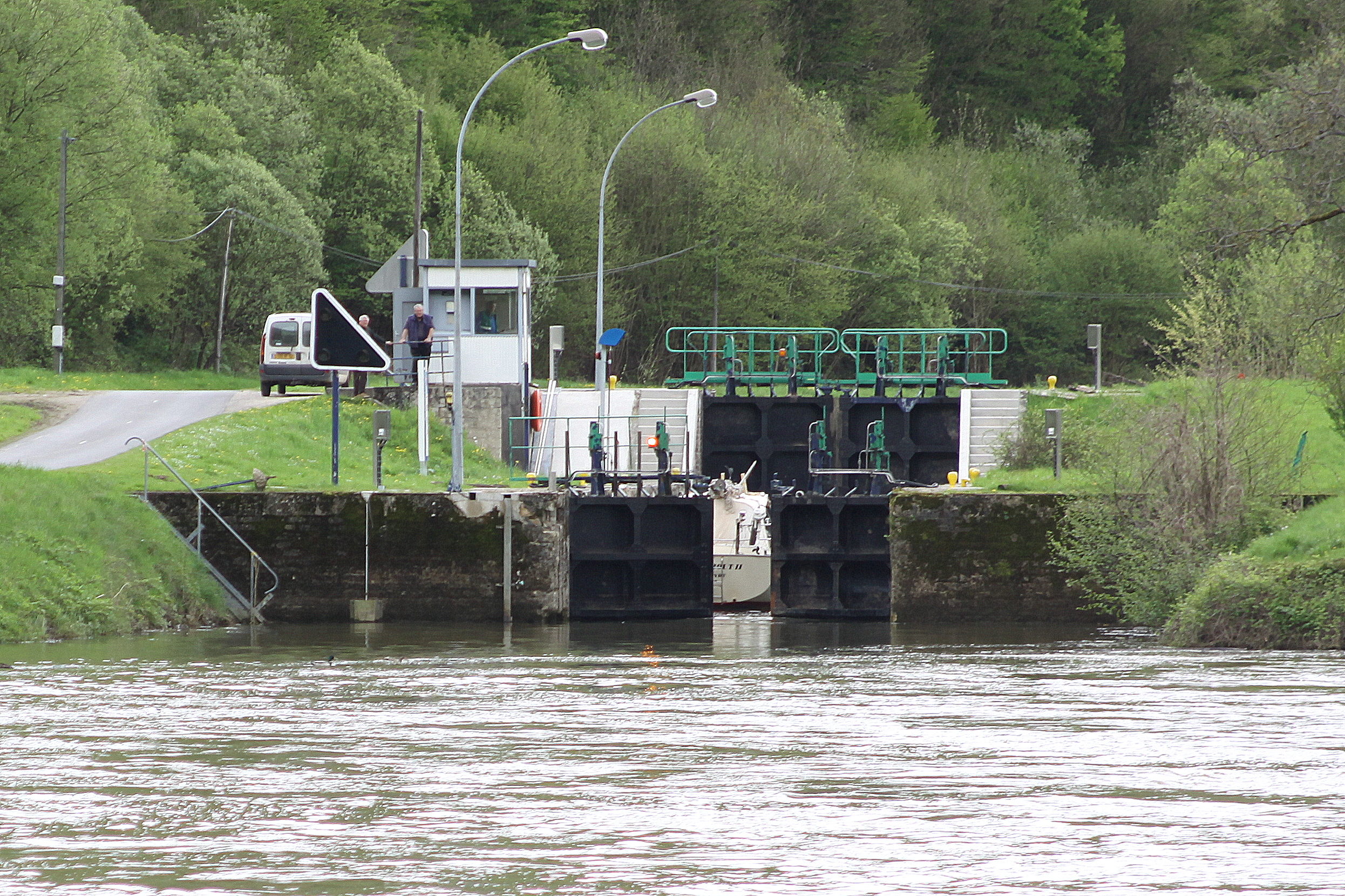
De sluis in de gekanaliseerde Maas

Bogny-sur-Meuse · Deville · Haulmé · Les Hautes-Rivières · Joigny-sur-Meuse · Laifour · Les Mazures · Montcornet · Monthermé · Renwez · Thilay · Tournavaux